# Arda Görkem
Arda Görkem (* 30. Juni 1998 in Berlin) ist ein türkisch-deutscher Schauspieler.

## Leben
Arda Görkem wurde 1998 als Sohn türkischer Eltern im Berliner Stadtteil Neukölln geboren. Seine Eltern stammen beide aus der südtürkischen Provinz Hatay und haben ebenfalls arabische Wurzeln.
Seine ersten Erfahrungen an einem Theater sammelte Arda Görkem im deutsch-türkischen Theater Tiyatrom. Dort wurde Arda Görkem von der Regisseurin Pola Beck, die gerade für die Serie Druck castete, gesehen und durfte daraufhin am Casting für die Webserie teilnehmen. Arda Görkem wirkte in den ersten vier Staffeln von Druck als „Abdi Ates“ mit.
Arda Görkem war in diversen Kino- und TV-Produktionen zu sehen. Unter anderem bekam er eine Rolle in der Serie „MaPa“ mit und spielte in dem Entführungsdrama „Und morgen seid ihr tot“ unter der Regie von Michael Steiner, für dessen Dreharbeiten er sich in Indien befand.
Zwischen 2020 und 2021 beteiligte sich Arda Görkem gemeinsam mit David Wnendt und Kathleen Wnendt an der Suche nach talentierten jungen Schauspielern auf den Straßen Berlins für die Verfilmung des Bestseller-Romans „Sonne und Beton“, wofür er 2023 den Deutschen Schauspielpreis in der Kategorie Ensemble gewann. Nach Abschluss des Castings übernahm Görkem die Rolle des 2. Regieassistenten. In Anschluss daran arbeitete Görkem am Set von Fatih Akins Rheingold als Kinderbetreuer.
2022 übernahm er eine kleine Rolle in der Pitch-Perfect-Spinoff-Serie Bumper in Berlin. Im selben Jahr erhielt Arda Görkem eine Hauptrolle in dem Film Dann lieber sterben, bei dem Pauline Schläger Regie führte, der 2023 mit dem Friedrich-Baur-Goldpreis auf den Internationalen Hofer Filmtagen ausgezeichnet wurde.
Arda Görkem schloss sich 2021 dem P14 Jugendtheater an, das zur Volksbühne am Rosa-Luxemburg-Platz gehört, und war außerdem in der Produktion „Is Anybody Home“ des Kollektivs Gob Squad involviert.
Seit 2023 studiert Arda Görkem Drehbuch an der Deutschen Film- und Fernsehakademie Berlin (dffb).

## Filmographie (Auswahl)
- 2018–2019: Druck (Fernsehserie, 18 Folgen)
- 2020: Mapa (Fernsehserie, 2 Folgen)
- 2021: Und morgen seid ihr tot
- 2022: Sonne und Beton
- 2022: Weckschreck (Fernsehserie, eine Folge)
- 2022: Pitch Perfect: Bumper in Berlin (Streamingserie, eine Folge)
- 2022: Dann lieber sterben
- 2023: Noah
- 2023: Die Notärztin (Fernsehserie, eine Folge)
- 2024: Theresa Wolff – Lost

## Theater (Auswahl)
- 2022: Diverse: Beim Rausgehen bitte die Tür zu machen -diverse Rollen- (P14)
- 2022: Luna Zscharnt, Greta Markurt, Naomi Achternbusch, Josefin Fischer: Cleo oder eine beschwerliche Reise, ohne Happy End als „Dr. Yaz“ (P14)
- 2022: Milan Herms, Nicolas Langauer: Teatro d’Amore e d’Anarchia als „Erzähler“ (P14)
- 2022: Colette Callec, Leo Geisler: Level 143 Grandmotel Abgrund als „Amor“ (P14)
- 2023: Gob Squad: Is Anybody Home